# Woodwardia radicans
Woodwardia radicans er en stor, flerårig og urteagtig bregne med en tueformet vækst.

## Beskrivelse
Woodwardia radicans er en stedsegrøn, flerårig og urteagtig bregne med en tueformet vækst. De kraftige blade er overhængende og uligefinnede med smalt ægformede småblade, der har en fint tandet rand. Oversiden er blank og mørkegrøn, mens undersiden er lysegrøn to parallelle rækker af lysebrune sporehuse langs midterribben. Sporerne modnes i april-august.
Rodsystemet består af en kraftig, lodret jordstængel med talrige siderødder.
Planten når en højde på ca. 1,8 m og en bredde på ca. 2,0 m.

## Hjemsted
Woodwardia radicans har sin naturlige udbredelse i Makaronesien, Nordafrika, den Iberiske halvø og Italien samt på øerne Korsika, Sicilien og Kreta. Arten er knyttet til skyggede og fugtige skove (laurisilva). .
I den laurisilvaskov, som vokser i den vestlige del af Madeira, dvs. i dalen Ribeira do Seixal, findes arten i 900-1.100 m højde sammen med bl.a. Bupleurum salicifolium (en art af hareøre), Clethra arborea (en art af konvalbusk), Deschampsia argentea (en art af bunke), Erica maderensis og Erica scoparia (arter af lyng), Festuca donax (en art af svingel), Hypericum grandifolium (en art af perikon), Laurus azorica (en art af laurbær), madeirakristtorn, madeirastorkenæb, martsviol, Rubus grandifolius (en art af brombær), Vaccinium padifolium (en art af bølle)

## Galleri
|  |  |
|  |  |